# Степное (Межевский район)
Степное (укр. Степове; до 2016 года — Ленинское, укр. Ленінське) — село в Межевском поселковом совете Межевского района Днепропетровской области Украины.
Код КОАТУУ — 1222655105. Население по переписи 2001 года составляло 153 человека.

## Географическое положение
Село Степное находится на расстоянии в 1,5 км от сёл Украинка, Новолозоватовка и Сухарева Балка.
По селу протекает пересыхающий ручей с запрудой.

## История
- 1890 — дата основания.